# Thandie Newtonová
Thandie Newtonová, původním jménem Melanie Thandiwe Newtonová (* 6. listopadu 1972 Londýn) je anglická herečka.
Její otec je Angličan, matka pochází ze Zimbabwe a patří ke kmeni Šonů. Jméno Thandiwe znamená v afrických jazycích „milovaná“. Vystudovala sociální antropologii na Univerzitě v Cambridgi.
Hrála ve filmech Interview s upírem, Muž v hlavní roli, Milovaná, Pravda o Charliem, Štěstí na dosah, Dobrák Deeds. Za film Crash získala v roce 2005 cenu BAFTA za nejlepší ženský herecký výkon ve vedlejší roli. Za roli Maeve v seriálu Westworld získala v roce 2018 cenu Emmy.
Jejím manželem je scenárista a režisér Ol Parker, mají dvě dcery a syna.
V roce 2019 obdržela Řád britského impéria.
Účastní se konferencí TED a v roce 2007 uváděla londýnský koncert Live Earth. Je veganka.